# Cratere Butte
Butte  è un cratere sulla superficie di Marte.